# Francis Richard Scobee
Francis Richard Scobee (19 de maig del 1939, Cle Elum, Washington - 28 de gener del 1986, Cap Canaveral) fou un astronauta de la NASA que morí en l'accident del transbordador espacial Challenger.
El 1957 es graduà de l'Auburn Senior High School d'Auburn (Washington) i ingressà a les Forces Aèries dels Estats Units, on rebé entrenament com a mecànic de motors i més tard visqué a la Base Kelly de la Força Aèria a Texas. Allí prengué part a uns cursos nocturns que li permetern adquirir dos anys d'universitat, cosa que el dugué a seleccionar el Programa d'Educació i Tasca per a Pilots. El 1965 rebé una llicenciatura en enginyeria aeroespacial de la Universitat d'Arizona i rebé les seves ales de pilot el 1966, i fins i tot completà una sèrie d'assignacions que incloïen una missió per combatre a la Guerra del Vietnam. En tornar als Estats Units assistí a les Escoles de Pilots per a la Investigació Aeroespacial a la Base Edwards de la Força Aèria, a Califòrnia. Després de la seva graduació el 1972, participà en programes de prova, pilotant naus tan variades com el Boeing 747 i l'X-24B, l'aeronau de tecnologia transsònica (TACT) F-III i el C-5. Scobee acumulà més de 6.500 hores de vol en 45 tipus de naus diferents.
L'abril del 1984 volà per primer cop a l'espai com a pilot del transbordador espacial Challenger. Fou precisament en aquest transbordador que Scobee trobà la mort el 28 de gener del 1986, quan el Challenger es desintegrà 73 segons després d'enlairar-se, fet que provocà la mort dels seus set tripulants.